# Виноградов, Михаил Николаевич (Герой Советского Союза)
Михаил Николаевич Виноградов (1924—1944) — старший сержант Рабоче-крестьянской Красной Армии, участник Великой Отечественной войны, Герой Советского Союза (1945).

## Биография
Михаил Виноградов родился 10 октября 1924 года в деревне Новинки (ныне — Торжокского района Тверской области) в крестьянской семье. Окончил неполную среднюю школу, проживал в Ленинграде. В 1942 году Виноградов был призван на службу в Рабоче-крестьянскую Красную Армию. С июня 1943 года — на фронтах Великой Отечественной войны. Принимал участие в боях на 1-м Прибалтийском фронте, три раза был ранен в боях. К июню 1944 года гвардии старший сержант Михаил Виноградов был помощником командира взвода 201-го гвардейского стрелкового полка 67-й гвардейской стрелковой дивизии 6-й гвардейской армии. Отличился во время освобождения Белорусской ССР.
23 июня 1944 года Виноградов в ходе прорыва немецкой обороны в районе населённых пунктов Ратьково и Орехи Сиротинского (ныне Шимилинского) района одним из первых ворвался в траншею противника и гранатами и автоматным огнём уничтожил большое количество вражеских солдат и офицеров. В дальнейшем, заменив собой выбывшего из строя командира взвода, он первым в роте переправился через Западную Двину и принял активное участие в захвате плацдарма на её западном берегу. Когда закрепившийся в близлежащем лесу противник открыл огонь по переправе, Виноградов, несмотря на массированный огонь, подполз к его позиции и уничтожил пулемётную точку. В ходе дальнейшего наступления подразделение Виноградова отражало контратаки немецких войск, пытавшихся прорваться из окружения в котле под Полоцком в районе деревни Троецкая Полоцкого района Витебской области (ныне территория ОАО «Нафтан»). В тех боях, помимо Виноградова, особенно отличились Иван Жагренков и Фёдор Вознесенский. Все трое погибли, но не пропустили из окружения вражеские подразделения. Похоронены в посёлке Ветрино.
Указом Президиума Верховного Совета СССР от 24 марта 1945 года за «образцовое выполнение боевых заданий командования в боях за освобождение Белоруссии и проявленные при этом мужество и героизм» гвардии старший сержант Михаил Виноградов посмертно был удостоен высокого звания Героя Советского Союза. Также был награждён орденом Ленина.